# Emilie Jensenová
Emilie Jensenová (nepřechýleně Emilie Jensen; 8. srpna 1875 Risør – ?) byla norská fotografka působící v Risøru a Kristianii.

## Životopis
Od roku 1896 byla aktivní v Risøru. V roce 1898 měla ateliér na adrese Brugata 8 a v roce 1899 na ulici Karla Johana 25. Při sčítání lidu v roce 1900 je uváděna zpět v Risøru s adresou na adrese Krags gate 391. Tam žila se svou matkou, vdovou Marií Jensenovou (* 1831 v Arendalu), spolu se třemi staršími sestrami. Byla svobodná, s uvedením povoláním „fotografka“. Na stejné adrese pravděpodobně najdeme kolegyni, Švédku Anettu Andersenovou, která byla „retousætøse“ (retušérka). Při sčítání lidu v roce 1910 se zdá, že matka zemřela, protože ji najdeme na stejné adrese s její nejstarší sestrou Christine Jensen (nar. 1858 v Risøru) jako ženu v domácnosti. Další dvě sestry tam také stále žily. Ve stejné domácnosti žila i asistentka fotografky Sigrid Kapstadová (* 1887 v Holmestrandu).

## Galerie

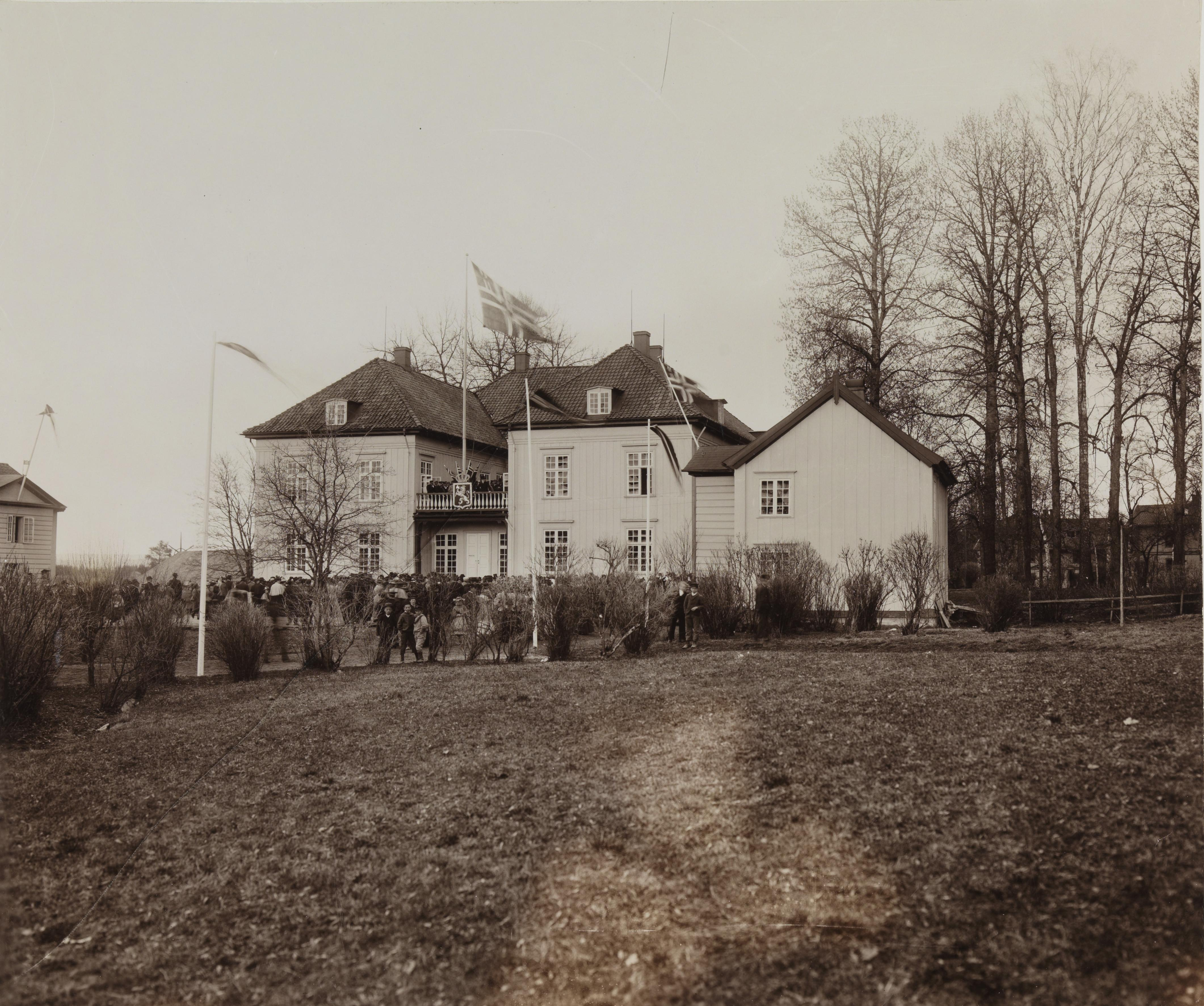
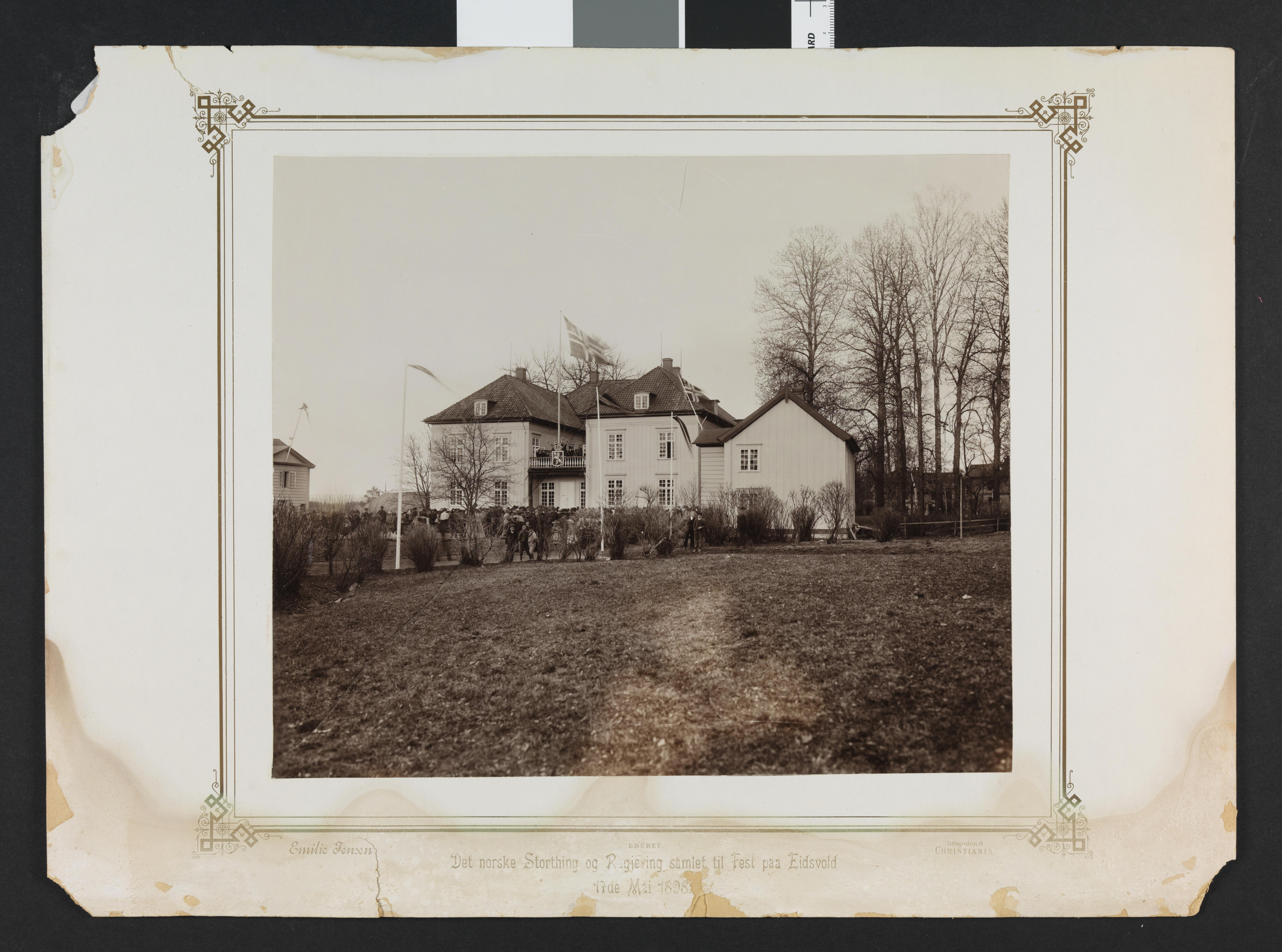
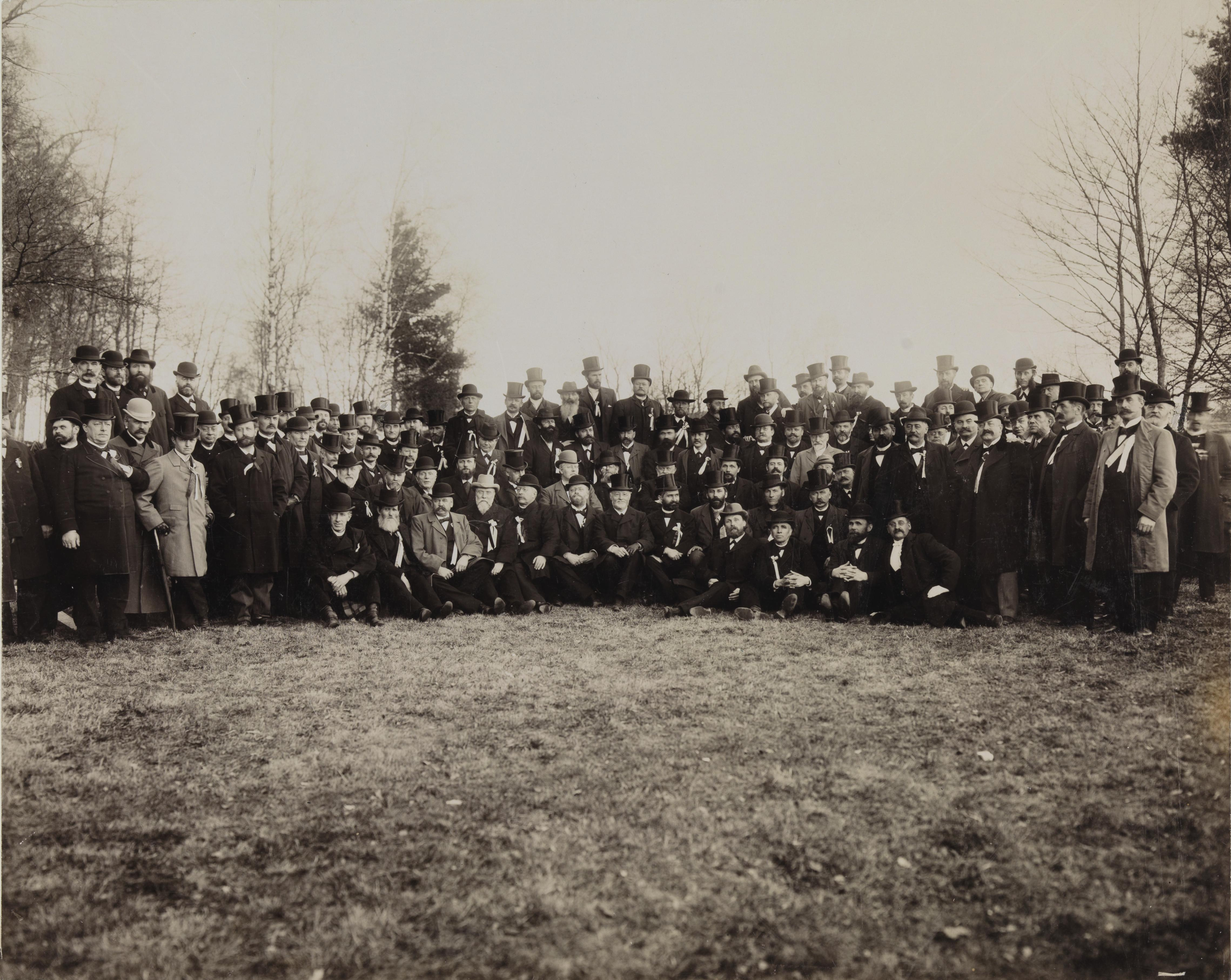
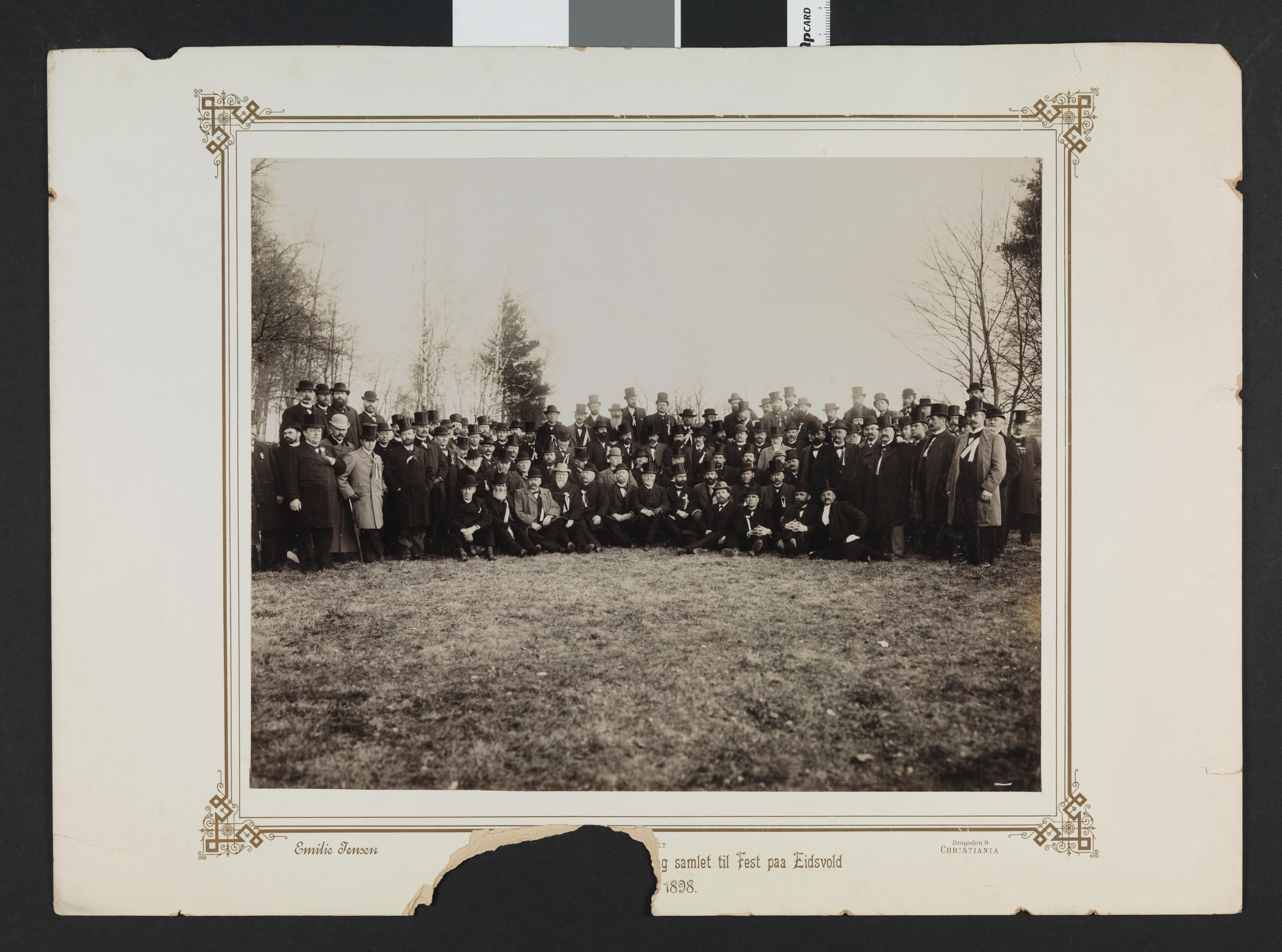
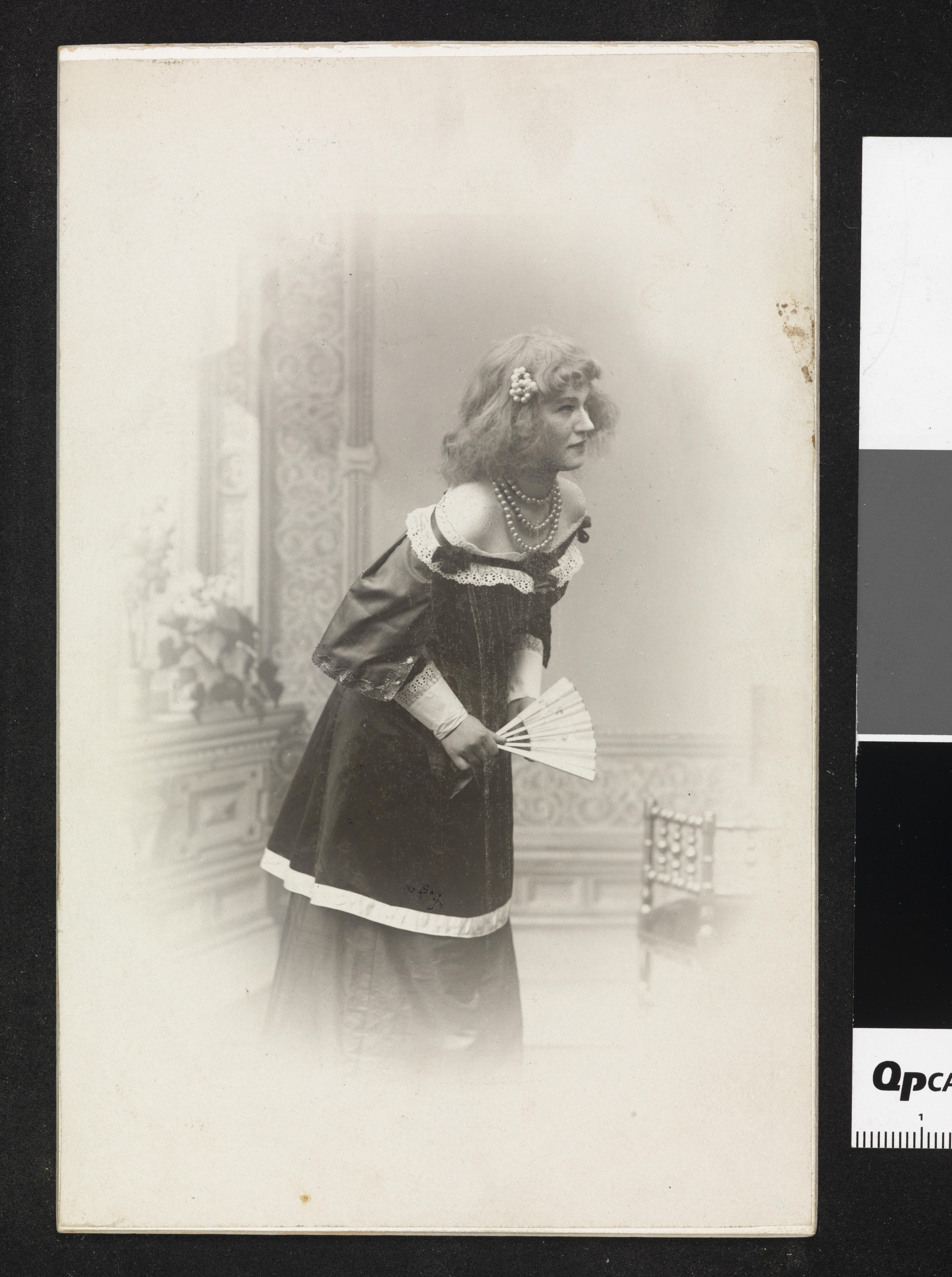